# Тезгари-Боло
Тезгари-Боло (тадж. Тезгари Боло) — село в районе Рудаки Республики Таджикистан. Входит в состав джамоата (сельской общины) Гулистон района Рудаки.
Находится недалеко от г. Душанбе, на расстоянии 27 км от райцентра (пгт. Сомониён) и 7 км от центра общины (село Гулистон).
Население — 4011 чел. (2017).